# Anselma Leyton
Anselma Leyton (Lérida, Tolima, 1794-Lérida, Tolima, 17 de enero de 1817) fue una heroína de la independencia colombiana. Fusilada por las tropas realistas españolas por su apoyo y auxilio a tropas patriotas.

## Biografía
Nacida en Lérida (Tolima), Leyton fue auxiliadora y reclutadora de tropas para el ejército patriota que se enfrentaba a los realistas de la corona española en el proceso de reconquista española de la Nueva Granada. Se habla de más de 170 hombres reclutados para la causa independentista. A las mujeres que sirvieron a la independencia de Colombia se les conoce como Las juanas de la independencia.

## Ejecución
Su ejecución fue ordenada el 17 de enero de 1817, por el pacificador Manuel Angles, acusada de auxiliar a las tropas patriotas.